# Gerardo Vonder Putten
Gerardo Vonder Putten, vollständiger Name Gerardo Sebastián Vonder Putten Gabachuto, (* 28. Februar 1988 in Montevideo) ist ein uruguayischer ehemaliger Fußballspieler.

## Karriere

### Verein
Der 1,76 Meter große Mittelfeldakteur Vonder Putten gehörte zu Beginn seiner Karriere von 2007 bis 2008 dem Kader des in Montevideo beheimateten Erstligisten Danubio FC an. In den Spielzeiten 2007/08 und 2008/09 werden für ihn saisonübergreifend neun Einsätze (kein Tor) in der Primera División geführt. 2009 spielte er für Central Español und kam in drei weiteren Erstligaspielen (kein Tor) zum Einsatz. Anschließend stand er in Reihen des chilenischen Klubs CD Cobreloa, für den er von Februar 2010 bis Mai 2010 sieben Partien (kein Tor) in der Primera División absolvierte. Spätestens ab August 2010 war der paraguayische Verein Club Guaraní sein Arbeitgeber. Einmal (kein Tor) lief er dort in der División Profesional auf. Es folgte eine Karrierestation bei Deportes Quindío. Von dort wechselte er Anfang Juli 2011 nach Belgien zu CS Visé und bestritt in der Saison 2011/12 13 Begegnungen in der Zweiten Division. Ein Tor schoss er dabei nicht. Sodann wird teilweise 2012 Boston River als sein Arbeitgeber geführt. Mitte Januar 2013 erfolgte ein Wechsel vom belgischen Klub Visé zu Unión Comercio. Bei den Peruanern erzielte er fünf Treffer bei 38 Einsätzen in der Primera División. In den letzten Dezembertagen 2013 schloss er sich dem Ligakonkurrenten Los Caimanes an, für den er 2014 zunächst acht Spiele (ein Tor) in der Copa Inca absolvierte und in der zweiten Jahreshälfte 15-mal (kein Tor) in der Primera División auflief. An Jahresbeginn 2015 setzte er seine Karriere bei Alianza Petrolera in Kolumbien fort. Bei dieser Karrierestation stehen sieben Einsätze (ein Tor) in der Primera A und vier (kein Tor) in der Copa Colombia für ihn zu Buche. Zweitligist Club Atlético Torque aus Montevideo war sein Arbeitgeber ab Mitte September 2015. Er kam allerdings lediglich in einem Spiel (ein Tor) der Segunda División zu einem Kurzeinsatz. Anfang April 2016 wechselte er erneut zu Los Caimanes. Beim inzwischen in der zweithöchsten Spielklasse antretenden Klub wurde er in neun Ligapartien (kein Tor) eingesetzt. Im Januar 2017 verpflichtete ihn der auf Ibiza beheimatete Club de Fútbol San Rafael. Vonder Putten unterschrieb einen Vertrag bis zum Saisonende.

### Nationalmannschaft
Vonder Putten gehörte seinerzeit der von Gustavo Ferrín und Ángel Castelnoble trainierten uruguayischen U-16-Auswahl bei der U-16-Südamerikameisterschaft 2004 in Paraguay an und belegte mit dem Team den dritten Platz. Er wirkte in mindestens einer Partie mit und schoss ein Tor in diesem Wettbewerb. Er war Mitglied der von ebenfalls von Ferrín betreuten U-17-Auswahl Uruguays. Mit dieser nahm er an der U-17-Südamerikameisterschaft 2005 in Venezuela teil und wurde Vize-Südamerikameister. Bei der U-17-Weltmeisterschaft 2005 stand er ebenfalls dem uruguayischen Kader. Im Verlaufe des WM-Turniers bestritt er drei Länderspiele (kein Tor). Später wurde er auch in die uruguayische U-20-Nationalmannschaft berufen und gehörte den Aufgeboten bei der U-20-Südamerikameisterschaft 2007 und der U-20-Weltmeisterschaft 2007 an. Im WM-Turnier wurde er ebenfalls dreimal (kein Tor) eingesetzt.

### Erfolge
- U-17-Vize-Südamerikameister: 2005